# سلمان هراتی
سلمان هراتی، با نام اصلی سلمان قنبر هراتی، (۱ فروردین ۱۳۳۸ – ۹ آبان ۱۳۶۵) شاعر معاصر ایرانی بود. وی از شاعران طرفدار انقلاب ۱۳۵۷ و مذهب شیعه بود. تخلص او در اشعارش آذرباد بود.

## زندگی و مرگ
در اوّل فروردین سال ۱۳۳۸ در روستای مزردشت تنکابن مازندران در خانواده‌ای مذهبی متولد شد. درس‌های ابتدایی تا پایان دوران متوسطه را در زادگاهش خواند. سپس در دانشسرای راهنمایی تحصیلی پذیرفته شد و پس از دو سال در رشتهٔ هنر، مدرک فوق دیپلم اخذ کرد. وی پس از پایان تحصیلات در یکی از مدارس روستاهای دور لنگرود مشغول تدریس شد.
او در جمعه نهم آبان ۱۳۶۵ هنگام عزیمت به لنگرود در حوالی شهر رودسر در یک سانحهٔ رانندگی درگذشت. در غرب شهر تهران، میدانی به نام این شاعر نامیده شده‌است. آرامگاه وی در حوالی شهر تنکابن واقع شده‌است. بر سنگ مزارش، این بیت نوشته شده‌است: «آه از پاییز سرد، ای کاش من/از تو باغی در بهاران داشتم».

## ویژگی‌های شعر او

### شعر سلمان
خواننده شعرهای سلمان هراتی، در وهله نخست بیش از هر چیز با ایدئولوژی شاعر مواجه می‌شود. بیشتر اشعار سلمان، مستقیم یا غیر مستقیم به بازگویی اعتقادات و برداشت‌های اجتماعی و سیاسی او می‌پردازد. سلمان هراتی شعر را برای ادای تعهد اجتماعی و حتی گاه سیاسی خود می‌داند. به نوشته کامران شرفشاهی «بعضی از سروده‌های او همانند شعرهای سپید مربوط به دوران دفاع مقدس، حال و هوای شعرهای پر التهاب عصر مشروطیت را دارد.» او از سهراب سپهری و فروغ فرخزاد تأثیر گرفته بود.

### آثار سلمان
سلمان هراتی در جوانی درگذشت و بنابراین آثار زیادی از او بر جای نمانده‌است: آسمان سبز چاپ شده در سال ۱۳۶۴، و دری به خانه خورشید چاپ شده در سال ۱۳۶۷، پس از مرگ او، کتاب‌های دربردارنده شعرهای ویژه بزرگسالان سلمان است. مجموعه دیگر او از این ستاره تا آن ستاره در حوزه شعر نوجوان است.

### شعر جنگ
سلمان هراتی، جزو پانزده شاعر برگزیده بیست سال شعر جنگ است که در سال ۱۳۷۹ معرفی شد. در شعر او جنگ عنصری ضدبشر و منفی نیست، بلکه زیبا و واجب است: «وقتی که از هوای گرفته بودن/به سمت جبهه می آیی/تمام تو در معیت آفتاب است/زیر کسای متبرک توحید».

### غرب‌ستیزی
نگاه هراتی به دنیای امروز، نگاهی است آمیخته به نکوهش مدرنیته و تمدن غرب و سرسپردگی به باورهای دینی. از این رو می‌سراید:
«وقتی یک جرعه آب صلواتی/عطش را می‌خشکاند/دیگر به من چه که کوکا، خوشمزه‌تر از پپسی است»، و به تحقیر می‌گوید: «اگرچه هوای جهان توفانی است/سازمان هواشناسی/همیشه گزارش معتدل به دنیا می‌دهد/و خواب خوشی را/برای شنوندگان/آرزو می‌کند.»

### به قلم هراتی
- از آسمان سبز (مجوعه شعر_۱۳۶۵)
- دری به خانهٔ خورشید (مجوعه شعر_۱۳۶۸)
- از این ستاره تا آن ستاره (شعر برای کودکان_۱۳۶۷)
- گزیده ادبیات معاصر ۲ (مجموعه شعر_۱۳۷۸)
- مجموعه کامل شعرهای سلمان هراتی، ۱۳۸۰
- مجموعه کامل شعرهای سلمان هراتی، ۱۳۸۶

## نمونه شعر
پیش از تو
| پیش از تو آب معنی دریا شدن نداشت  |  | شب مانده بود و جرأت فردا شدن نداشت |
| بسیار بود رود در آن برزخ کبود     |  | اما دریغ زهرهٔ دریا شدن نداشت       |
| در آن کویر سوخته، آن خاک بی بهار  |  | حتی علف اجازهٔ زیبا شدن نداشت       |
| گم بود در عمیق زمین شانهٔ بهار     |  | بی تو ولی زمینهٔ پیدا شدن نداشت     |
| دل‌ها اگر چه صاف، ولی از هراس سنگ  |  | آیینه بود و میل تماشا شدن نداشت    |
| چون عقده‌ای به بغض فرو بود حرف عشق |  | این عقده تا همیشه سر واشدن نداشت   |

## مطالعات دانشگاهی
- بررسی محتوایی و تصویری شعر سلمان هراتی در مجموعه آسمان سبز، نوشته دکتر غلامرضا رحمدل، فصلنامه علمی پژوهشی کاوش‌نامه سال یازدهم (۱۳۸۹)، شماره ۲۰